# Tirol Raiders 2014
Questa voce raccoglie le informazioni riguardanti i Tirol Raiders nelle competizioni ufficiali della stagione 2014.

## Prima squadra

### Austrian Football League 2014

#### Stagione regolare
| 23 marzo 2014, ore 15:00 CET 1ª giornata | Vienna Vikings | 41 – 14 (14-7 20-7 7-0 0-0) | Tirol Raiders | (2700 spett.) |

| 29 marzo 2014, ore 14:30 CEST 2ª giornata | Tirol Raiders | 44 – 20 (13-0 10-7 7-6 14-7) | Danube Dragons | (3850 spett.) |

| 26 aprile 2014, ore 14:00 CEST 5ª giornata | Graz Giants | 51 – 54 (d.t.s.) (0-23 7-14 14-0 23-7 7-10) | Tirol Raiders | (950 spett.) |

| 3 maggio 2014, ore 17:00 CEST 6ª giornata | Tirol Raiders | 22 – 20 (7-0 8-0 7-14 0-6) | Vienna Vikings | (4551 spett.) |

| 11 maggio 2014, ore 15:00 CEST 7ª giornata | Danube Dragons | 14 – 43 (14-14 0-22 0-7 0-0) | Tirol Raiders |  |

| 17 maggio 2014, ore 17:00 CEST 8ª giornata | Tirol Raiders | 63 – 62 (21-14 7-14 20-28 15-6) | Prague Black Panthers | (3373 spett.) |

| 21 giugno 2014, ore 17:00 CEST 10ª giornata | Tirol Raiders | 36 – 14 (14-0 3-7 7-7 12-0) | Graz Giants | (3175 spett.) |

| 28 giugno 2014, ore 15:00 CEST 11ª giornata | Prague Black Panthers | 40 – 21 (13-7 14-0 7-14 6-0) | Tirol Raiders |  |

#### Playoff
| 12 luglio 2014, ore 17:00 CEST Semifinale | Tirol Raiders | 34 – 0 (6-0 7-0 7-0 14-0) | Danube Dragons | (3657 spett.) |

| Sankt Pölten 26 luglio 2014, ore 19:00 CEST Austrian Bowl | Vienna Vikings | 24 – 17 (7-7 7-7 3-3 0-0 7-0) | Tirol Raiders | NV Arena (3800 spett.) |
| Walch Q1 ( TD ) 14yd pass from Gross Kappel Q1 ( pat ) Postel Q2 ( TD ) 51yd pass from Gross Kappel Q2 ( pat ) Kappel Q3 ( FG ) 33yd Amadu OT1 ( TD ) 4yd run Kappel OT1 ( pat ) Marcatori Erlsbacher Q1 ( TD ) 12yd pass from van den Raadt Erlsbacher Q1 ( pat ) Erlsbacher Q2 ( TD ) 3yd run Erlsbacher Q2 ( pat ) Erlsbacher Q3 ( FG ) 36yd |                | |               |                        |
| |                | |               |                        |
| Walch Q1 (TD) 14yd pass from Gross Kappel Q1 (pat) Postel Q2 (TD) 51yd pass from Gross Kappel Q2 (pat) Kappel Q3 (FG) 33yd Amadu OT1 (TD) 4yd run Kappel OT1 (pat) | Marcatori      | Erlsbacher Q1 (TD) 12yd pass from van den Raadt Erlsbacher Q1 (pat) Erlsbacher Q2 (TD) 3yd run Erlsbacher Q2 (pat) Erlsbacher Q3 (FG) 36yd |               |                        |

### BIG6 European Football League

#### Stagione regolare
| Coira 12 aprile 2014, ore 15:00 1ª giornata | Calanda Broncos | 17 – 40 (0-23 10-0 7-17 0-0) referto | Tirol Raiders | Sportplatz Ringstrasse (910 spett.) |

| Innsbruck 15 giugno 2014, ore 20:00 4ª giornata | Tirol Raiders | 10 – 18 (3-3 0-0 7-8 0-7) referto | Berlin Adler | Tivoli-Neu Stadion (5822 spett.) |

### Statistiche di squadra
| Competizione             | %Vittorie | In casa | In casa | In casa | In casa | In casa | In casa | In trasferta | In trasferta | In trasferta | In trasferta | In trasferta | In trasferta | Totale | Totale | Totale | Totale | Totale | Totale |
| Competizione             | %Vittorie | G       | V       | N       | P       | Pf      | Ps      | G            | V            | N            | P            | Pf           | Ps           | G      | V      | N      | P      | Pf     | Ps     |
| ------------------------ | --------- | ------- | ------- | ------- | ------- | ------- | ------- | ------------ | ------------ | ------------ | ------------ | ------------ | ------------ | ------ | ------ | ------ | ------ | ------ | ------ |
| AFL - Stagione regolare  | .750      | 4       | 4       | 0       | 0       | 165     | 116     | 4            | 2            | 0            | 2            | 132          | 146          | 8      | 6      | 0      | 2      | 297    | 262    |
| AFL - Playoff            | .500      | 1       | 1       | 0       | 0       | 34      | 0       | 1            | 0            | 0            | 1            | 17           | 24           | 2      | 1      | 0      | 1      | 51     | 24     |
| BIG6 - Stagione regolare | .500      | 1       | 0       | 0       | 1       | 10      | 18      | 1            | 1            | 0            | 0            | 40           | 17           | 2      | 1      | 0      | 1      | 50     | 35     |
| Totale                   | .667      | 6       | 5       | 0       | 1       | 209     | 134     | 6            | 3            | 0            | 3            | 189          | 187          | 12     | 8      | 0      | 4      | 398    | 321    |

## Seconda squadra

### AFL - Division I 2014

#### Stagione regolare
| Vienna 30 marzo 2014, ore 14:00 1ª giornata | Vienna Vikings 2 | 48 – 0 (12-0 22-0 7-0 7-0) | Tirol Raiders JV | Sportzentrum Ravelin (400 spett.) |

| Imst 6 aprile 2014, ore 14:00 2ª giornata | Tirol Raiders JV | 38 – 7 (14-0 10-0 14-0 0-7) | Cineplexx Blue Devils | Gurgltalstadion (400 spett.) |

| Klagenfurt am Wörthersee 19 aprile 2014, ore 17:00 3ª giornata | Carinthian Lions | 31 – 24 (7-7 10-37-7 7-7) | Tirol Raiders JV | ASK-Sportanlage Fischl (250 spett.) |

| Zirl 27 aprile 2014, ore 14:00 4ª giornata | Tirol Raiders JV | 33 – 8 (10-0 0-0 13-0 10-8) | Sankt Pölten Invaders | Sportplatz (200 spett.) |

| Innsbruck 11 maggio 2014, ore 14:00 5ª giornata | Tirol Raiders JV | 3 – 31 (0-7 3-17 0-0 0-7) | Vienna Knights | Tivoli-Neu Stadion |

| Hohenems 18 maggio 2014, ore 14:00 6ª giornata | Cineplexx Blue Devils | 13 – 29 (0-0 13-13 0-6 0-10) | Tirol Raiders JV | Stadion Herrenried (350 spett.) |

| Sankt Pölten 21 giugno 2014, ore 16:00 7ª giornata | Sankt Pölten Invaders | 16 – 0 (10-0 6-0 0-0 0-0) | Tirol Raiders JV | Egger Homefield |

| Lienz 29 giugno 2014, ore 14:00 8ª giornata | Tirol Raiders JV | 14 – 30 (7-15 0-6 0-2 7-7) | Carinthian Lions | Dolomitenstadion (270 spett.) |

#### Playoff
| Vienna 20 luglio 2014, ore 14:00 Semifinale | Vienna Vikings 2 | 43 – 14 (10-7 9-0 14-0 10-7) | Tirol Raiders JV | Sportzentrum Ravelin |

### Statistiche di squadra
| Competizione      | %Vittorie | In casa | In casa | In casa | In casa | In casa | In casa | In trasferta | In trasferta | In trasferta | In trasferta | In trasferta | In trasferta | Totale | Totale | Totale | Totale | Totale | Totale |
| Competizione      | %Vittorie | G       | V       | N       | P       | Pf      | Ps      | G            | V            | N            | P            | Pf           | Ps           | G      | V      | N      | P      | Pf     | Ps     |
| ----------------- | --------- | ------- | ------- | ------- | ------- | ------- | ------- | ------------ | ------------ | ------------ | ------------ | ------------ | ------------ | ------ | ------ | ------ | ------ | ------ | ------ |
| Stagione regolare | .375      | 4       | 2       | 0       | 2       | 88      | 76      | 4            | 1            | 0            | 3            | 53           | 108          | 8      | 3      | 0      | 5      | 141    | 184    |
| Playoff           | .000      | 0       | 0       | 0       | 0       | 0       | 0       | 1            | 0            | 0            | 1            | 14           | 43           | 1      | 0      | 0      | 1      | 14     | 43     |
| Totale            | .333      | 4       | 2       | 0       | 2       | 88      | 76      | 4            | 1            | 0            | 3            | 67           | 151          | 98     | 3      | 0      | 6      | 155    | 227    |